# Mohadevpur
Mohadevpur è un sottodistretto (upazila) del Bangladesh situato nel distretto di Naogaon, divisione di Rajshahi. Si estende su una superficie di 397,67 km² e conta una popolazione di 292.859  abitanti (censimento 2011).